# アスパラガス酸
アスパラガス酸（Asparagusic acid）は、分子式C4H6O2S2で表される有機硫黄化合物で、体系的には1,2-ジチオラン-4-カルボン酸と命名されている。この分子は、カルボン酸の側鎖に複素環のジスルフィド官能基（1,2-ジチオラン）が結合したものである。アスパラガスに含まれており、古くからアスパラガスを食べると尿に匂いがつくと言われている独特の匂いを持つ硫黄化合物の代謝前駆体であると考えられている。生合成研究では、アスパラガス酸はイソ酪酸から誘導されることが判明している。

## 単離・生合成
春野菜であるアスパラガス（Asparagus officinalis ）の水抽出物から単離された。この物質は、環状のジスルフィド有機化合物である1,2-ジチオランにカルボン酸官能基が結合した誘導体である。生合成研究により、アスパラガス酸はイソ酪酸から派生することが明らかになっている。アスパラガス酸は無色の固体で、融点は75.7～76.5℃あり、対応するジチオールであるジヒドロアスパラガス酸（またはγ,γ-ジメルカプトイソ酪酸）の融点59.5～60.5℃よりも高い。

## 実験室合成
Jansenの方法を改良し、市販のマロン酸ジエチル誘導体を出発物質とするアスパラガス酸の簡便な合成法を開発した。ビス(ヒドロキシメチル)マロン酸ジエチルをヨウ素酸で処理し、脱炭酸とエステル加水分解（揮発性エタノールと二酸化炭素の除去）を経て、β,β'-ジヨードイソ酪酸が得られる。アスパラガス酸の還元型（ジチオール型）であるジヒドロアスパラガス酸（ジメルカプトイソ酪酸）は、トリチオ炭酸ナトリウム（Na2CS3）と硫酸との連続反応により生成され、続いて高温のジメチルスルホキシドで酸化するとアスパラガス酸が得られる。

## 尿への影響
アスパラガスを食べると、尿の臭いが変化するという観察結果は、古くから記録されている。1702年、ルイス・レムリは「尿に強烈で不快な臭いがする」と指摘し、ジョン・アーバスノットは「アスパラガスは...尿に悪臭を与える」と述べている。ベンジャミン・フランクリンはこの匂いを「不愉快」と表現し、マルセル・プルーストはアスパラガスが「私の部屋のポットを香水のフラスコに変える」と主張した。1891年にはマーセリ・ネンキがこの匂いをメタンチオールによるものとしている。この臭いは、アスパラガス酸の硫黄を含む代謝物の混合物によるものとされている。 
アスパラガスの尿臭の起源は、この野菜に特有の物質であるアスパラガス酸である。アスパラガス尿の臭いの原因となる化合物に関する研究の多くは、上記の化合物の出現とアスパラガスの摂取との間に相関関係があり、摂取後15分程度で出現するとされている。しかし、これではその生成に至る生化学的プロセスについての情報は得られない。  
アスパラガス酸とα-リポ酸は、カルボン酸が結合した1,2-ジチオラン環を持つ点で類似しており、クエン酸回路などのα-ケト酸酸化系において、アスパラガス酸がリポ酸の代替となる事が報告されている。α-リポ酸の (R)-(+)-エナンチオマーは、ピルビン酸デヒドロゲナーゼ複合体の補酵素であり、好気的代謝に必須である。α-リポ酸の分解経路はよく研究されており、ジスルフィド結合の還元、S-メチル化、スルホキシドを生成する為の酸化などの証拠が得られている。アスパラガス酸も同様の変化を経て、アスパラガスの尿から検出された様な代謝物になると考えられる。合成研究では、ジチオラン環のS-オキシドを生成するためのアスパラガス酸の酸化が比較的容易である事が確認されている。ヒトでの実験の結果、分解の速度は被験者によって大きく異なった。匂いが消えるまでの典型的な半減期は約4時間で、被験者間のばらつきは43.4%である。
少数のヒトではアスパラガスを摂取してもこれらの代謝物が生成されないが、アスパラガス酸が消化管から体内に取り込まれないか、あるいは揮発性の硫黄含有物の放出を最小限に抑えるような方法でアスパラガス酸を代謝しているという単純な理由であると考えられる。